# Statues-menhirs de Pousthomy
Les statues-menhirs de Pousthomy sont deux statues-menhirs appartenant au groupe rouergat découvertes à Pousthomy, dans le département de l'Aveyron en France.

## Généralités
Les deux statues-menhirs de Pousthomy ont été découvertes par M. Foulquier-Lavernhe dans son jardin en 1861. Le 11 janvier 1864, il fit une communication de cette découverte à la Société des Lettres Sciences et Arts de l'Aveyron. Il pense alors avoir découvert des cippes gauloises. Les deux statues-menhirs sont masculines. Elles ont été sculptées sur des dalles de grès permien mais elles ne proviennent pas du même site d'extraction, le grès utilisé pour la statue n°2 semble provenir de la région de Saint-Izaire, à plus de 20 km de distance. 
Les deux statues sont conservées au musée Fenaille, des copies ont été dressées près du bourg.

## Statue n°1
La  statue est complète. Elle mesure 1,67 m de hauteur sur 0,80 m de largeur et 0,34 m d'épaisseur. La statue est un peu usée mais les sculptures sont encore bien visibles. Le visage de la statue est triangulaire et d'un style plus grossier que les autres caractères et attributs, parce qu'il a été moins bien gravé. Les bras n'ont pas de mains et les deux jambes sont assez petites et disjointes. Au dos, les crochets-omoplates sont particulièrement bien marqués. Le personnage porte une large ceinture à boucle rectangulaire, un baudrier, « l'objet » et un arc au-dessus du bras gauche très près du visage,.

## Statue n°2
La statue est incomplète, la tête a disparu. En l'état, elle mesure 1,37 m de hauteur sur 0,63 m de largeur et 0,19 m d'épaisseur. Les bras et les mains sont bien visibles, l'arrondi des genoux est bien marqué. Le personnage porte une ceinture sans boucle, un baudrier, « l'objet » et un vêtement à plis (visible au dos).